# Georgetown (Mississippi)
Georgetown è una città (town) degli Stati Uniti d'America, situata nella contea di Copiah, nello Stato del Mississippi.